# Der Elternführerschein

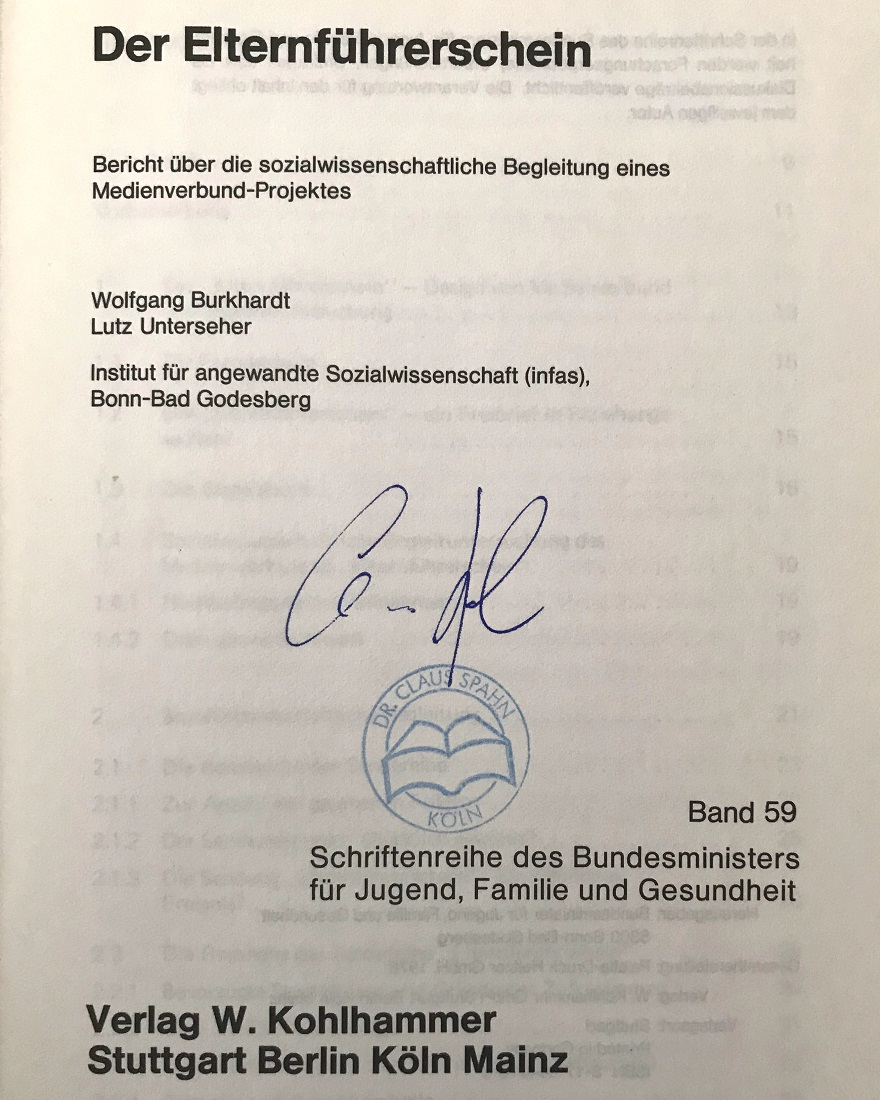
Der Elternführerschein

Der Elternführerschein ist eine symbolische Auszeichnung, die bei der 1976 vom WDR ausgestrahlten, 12-teiligen Fernsehsendung Fernseh-Kursus zur Erziehung des Kleinkindes vergeben wurde.

## Geschichte
Der Elternführerschein als Begriff ist vom WDR und seinem Fernseh-Redakteur Claus Spahn erfunden und vom WDR und dem Familienministerium 1976 erstmals genannt und gebraucht worden.
Teilnehmer des 12-teiligen Fernseh-Kursus zur Erziehung des Kleinkindes erhielten einen „Elternführerschein“ von Katharina Focke, Bundesministerin für Jugend, Familie und Gesundheit.
Die einzelnen Folgen der Sendereihe:
- Unsicherheit und Erwartung
- Das Kind und sein Zeitplan
- Das Kind orientiert sich
- Spiel und Spielzeug des Kindes
- Das Kind und seine Sprache
- Das Kind erfährt sein Geschlecht
- Wie löst das Kind Probleme
- Die Angst des Kindes
- Das Kind will sich behaupten
- Das kranke und das behinderte Kind
- Das Kind und die erwerbstätige Mutter
- Das Kind geht in den Kindergarten

Moderiert wurde die Sendereihe von den beiden Puppen Schnapp und Schnodder.
Die in den Dritten Programmen der ARD ausgestrahlte Sendereihe begleitete den Medienverbund, Der Elternführerschein wurde von prominenten Wissenschaftlern der Kinderpädagogik verfasst, wie Rita Süssmuth, und von Kursen verschiedener Volkshochschulen in Deutschland begleitet. Das Institut für angewandte Sozialwissenschaft (infas) erstellte 1978 eine sozialwissenschaftliche Begleitung des Medienverbund-Projekts.
Das Beste aus Reader’s Digest berichtete in seiner deutschen Ausgabe 1978 über den Erziehungsführerschein.